# 시미틀리

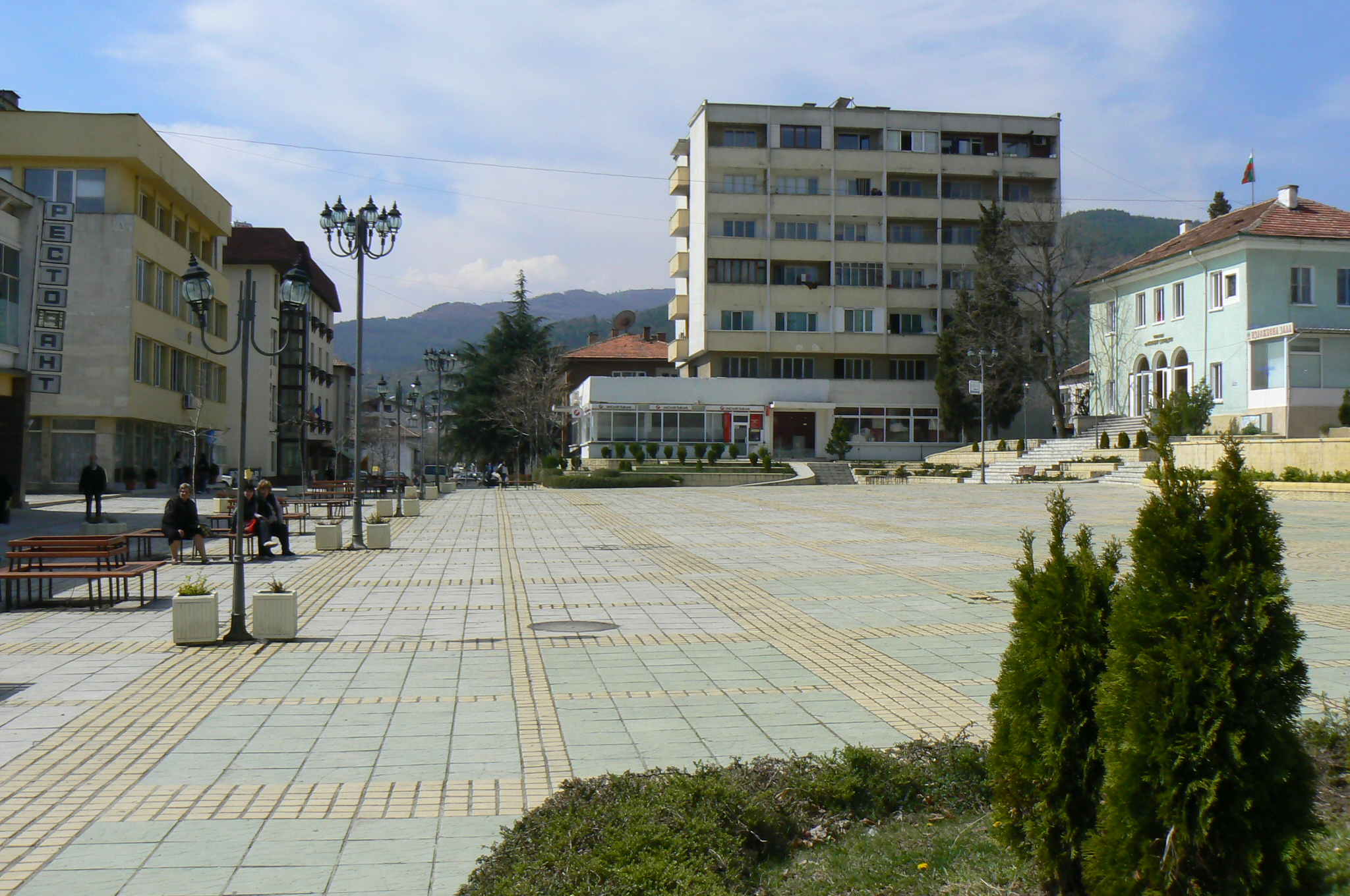
시미틀리

시미틀리(불가리아어: Симитли, Simitli)는 불가리아 블라고에브그라드주의 도시로 높이는 670m, 인구는 8,040명(2009년 12월 기준)이다. 블라고에브그라드에서 남쪽으로 17km 정도 떨어진 곳에 위치하며 반스코와 피린산맥 사이를 연결하는 길목에 위치한다. 소피아와 그리스 국경을 연결하는 E79 고속도로가 지나간다.